# 172P/Yeung
172P/Yeung – kometa krótkookresowa należąca do rodziny komet Jowisza. Odkrył ją William Kwong Yu Yeung 21 stycznia 2002.

## Orbita i właściwości fizyczne
Orbita komety 172P/Yeung ma kształt elipsy o mimośrodzie 0,36. Jej peryhelium znajduje się w odległości 2,24 j.a., aphelium zaś 4,78 j.a. od Słońca. Jej okres obiegu wokół Słońca wynosi 6,58 roku, nachylenie do ekliptyki to wartość 11,52˚.
Jądro tej komety ma rozmiary maks. kilku km.